# Gornje Ložine
Gornje Ložine je naselje u slovenskoj Općini Kočevju. Gornje Ložine se nalazi u pokrajini Dolenjskoj i statističkoj regiji Jugoistočnoj Sloveniji. 

## Stanovništvo
Prema popisu stanovništva iz 2002. godine naselje je imalo 119 stanovnika.